# Eutymiusz (Dubinow)
Eutymiusz, imię świeckie Jewgienij Jewgieniewicz Dubinow (ur. 20 sierpnia 1959 w Szatkach) – duchowny Rosyjskiej Prawosławnej Cerkwi Staroobrzędowej, od 2011 biskup kazański i wiacki.